# 江蘇鉅馬隊
江蘇鉅馬隊，舊名江蘇希望之星棒球隊，成立於2005年。最初命名為首都京師隊，後來更名為奧運之星隊，又第二度更名為希望之星隊，並以此隊名正式加入中國棒球聯賽。2006年其主場改至江蘇省無錫，2014年改名為江苏天马队，2016年改名为江苏钜马队。

## 成立緣起
中國棒球聯賽為了提昇比賽的對抗性，在2005年球季新加入兩支球隊，除了原本在中國棒球界實力與中國棒球聯賽元老四隊接近、且有悠久傳統的四川蛟龍隊以外，另外一支新加盟的球隊則是全新的球隊，名為希望之星隊。
江蘇希望之星隊成立的目的，主要是為了在擴軍的情況下，能夠維持中國棒球聯賽的品質，所以從中國各個省市棒球隊選拔優秀的年輕球員組成一隊，同時為2008年北京奧運儲訓年輕的優秀棒球人才。

## 球員組成
希望之星隊成立之初完全沒有任何一位球員，中國棒球協會特別從北京猛虎隊與天津雄獅隊徵調板凳席上的年輕球員，又從業餘球隊如江蘇、河南、福建、甘肅等隊徵集年經的明星球員。以上為本土球員，再加上六名自韓國引進的外籍選手助陣，均成為了希望之星隊甫成立的基本骨幹。

## 球隊主場
- 北京豐台棒球場：曾與北京猛虎隊共用此一棒球場為主場，是中國棒球聯賽開打以來首次有兩隊同時落籍在同一主球場。
- 江蘇無錫棒球場：2006年起將主場遷移至此。

## 球員名單
2005年創隊之球員教練名單如下：

### 教練
- 總教練：李明燮(韓籍)
- 教練：李龍昊(韓籍)、金弘集(韓籍)、張健(原天津雄獅隊)

### 投手
- 李俊(韓籍)：原南韓職棒三星獅隊投手，曾加盟中華職棒中信鯨隊。
- 金弘集(韓籍)
- 李龍昊(韓籍)
- 黃權(原江蘇隊)
- 孟慶遠(原福建隊)
- 李宏瑞(原福建隊)
- 卜濤(原河南隊)：入選2005年亞洲職棒大賽中國之星(CHINA STARS)隊
- 郭有華(原甘肅隊)

### 捕手
- 楊洋(原北京隊)
- 李濤(原福建隊)
- 項連靖（原江苏队）
- 吳永錫(韓籍)

### 內野手
- 梁堃(原天津隊)
- 範作亮(原天津隊)
- 郝長海(原天津隊)
- 張付佳(原河南隊)
- 國濤(原北京隊)
- 李秉彥(原北京隊)
- 程贊(原北京隊)
- 張磊(原江蘇隊)
- 陳彪(原江蘇隊)

### 外野手
- 黃善澤(韓籍)
- 朱清(原河南隊)
- 熊健(原河南隊)
- 劉雅卿(原甘肅隊)：入選2005年亞洲職棒大賽中國之星(CHINA STARS)隊

## 球隊戰績
2005年，希望之星中國棒球聯賽戰績為4勝26敗，積分8分，排名居六隊之末。
2015年，中国棒球联赛总冠军、常规赛亚军。

## 外部連結
- 江蘇鉅馬隊在台灣棒球維基館上的頁面（繁體中文）